# East Coker

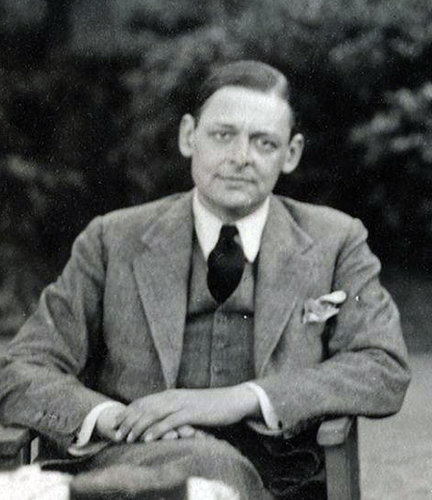
Thomas Stearns ('T.S.') Eliot

East Coker es el segundo poema de los Cuatro cuartetos de TS Eliot. El autor comenzó a escribir este poema como una manera de volver a la poesía, tomando como modelo «Burnt Norton». T.S. Eliot terminó «East Coker» a principios de 1940 y este fue publicado en el Reino Unido en la edición de Pascua de aquel año de la revista The New English Weekly y en los Estados Unidos en la edición de mayo de 1940 del Partisan Review. El título hace referencia a una pequeña comunidad en el suroeste de Inglaterra, relacionada con los antepasados de Eliot y que albergó una iglesia que más tarde recibiría las cenizas del poeta.
El poema trata sobre el tiempo y el desorden dentro de la naturaleza que es resultado de la humanidad siguiendo solo lo científico y no lo divino. Los líderes son descritos como materialistas e incapaces de comprender la realidad. Según lo escrito por Eliot, el único camino para la humanidad de encontrar la salvación es a través de la búsqueda de lo divino al mirar en su interior y darse cuenta de que la humanidad está interconectada. Solo entonces puede la gente entender el universo.

## Contexto
En 1939 T.S. Eliot pensó que sería incapaz de seguir escribiendo poesía. En un intento de demostrar que aún podría, comenzó a copiar aspectos de Burnt Norton y los substituyó por otro lugar: East Coker, un pueblo que Eliot visitó en 1937 y que alberga la iglesia donde más tarde serían depositadas sus cenizas. El lugar tenía una gran importancia para Eliot y su familia, ya que su antepasado, Andrew Eliot, había dejado el pueblo en 1669 para viajar a América.
Logró completar dos secciones hacia febrero de 1940 y lo terminó ese mismo mes. John Davy Hayward, Herbert Read y otros poetas colaboraron en su revisión y edición. East Coker se publicó en la edición de Pascua del New English Weekly en marzo de 1940. Posteriormente se reimprimió en mayo y junio, y hasta septiembre se publicó individualmente por Faber & Faber. Tras haber terminado el poema, Eliot comenzó a crear los Cuatro cuartetos ya como una serie de cuatro poemas basados en el mismo tema, siendo Burnt Norton el primero de la serie y East Coker el segundo.

## Contenido
East Coker es descrito como un poema sobre el verano tardío, la tierra y la fe. Como en los otros poemas de los Cuatro cuartetos, cada una de las cinco secciones contiene un tema común a los demás poemas de la serie: tiempo, experiencia, oración y plenitud. El tema del tiempo aparece enunciado desde la primera oración de la siguiente manera: "En mi principio está mi fin".
La segunda sección analiza el caos en la naturaleza, lo cual se opone al análisis del orden en de la naturaleza que se desarrolla en la segunda sección de Burnt Norton. Además se muestra al conocimiento racional como una forma inadecuada de expresar la realidad. Quienes sólo buscan la razón y la ciencia son ignorantes. Incluso lo que asumimos como progreso no lo es pues seguimos cometiendo los mismos errores del pasado.
La tercera sección analiza a los gobernantes de la sociedad secular y sus defectos. Los gobernantes materialistas tienen poder, pero están inmersos en la oscuridad y son incapaces de comprender la realidad. Son como Coriolano y encarnan la vanidad. El mundo también está lleno de oscuridad y la gente sólo puede confiar en su fe para la salvación de la humanidad por Dios.